# Mario Vargas Llosa
Mario Vargas Llosa   (Arequipa, 28 de març de 1936 - Lima, 13 d'abril de 2025) va ser un novel·lista, articulista, assagista i polític peruà, que comptava també amb la ciutadania espanyola des de l'any 1993. Considerat un dels més importants novel·listes i assagistes contemporanis, les seves obres van obtenir nombrosos premis, entre els quals destaquen el Nobel de Literatura de 2010, el Cervantes de 1994 —considerat com el més important en llengua castellana—, el Príncep d'Astúries de les Lletres de 1986, el Biblioteca Breve de 1962, el Rómulo Gallegos de 1967 i el Planeta de 1993, entre d'altres.
Com a escriptor, va assolir la fama a la dècada de 1960 amb novel·les com La ciudad y los perros (1963), La casa verde (1966) i Conversación en La Catedral (1969). Va continuar escrivint prolíficament en diversos gèneres literaris, com l'assaig, l'article i el teatre. Diverses de les seves obres van ser adaptades al cinema i a la televisió. La majoria de les seves novel·les estan ambientades al Perú i exploren la seva concepció sobre la societat peruana; en canvi, a La guerra del fin del mundo (1981), La fiesta del chivo (2000) i El sueño del celta (2010), va ubicar les trames en altres països.
Com altres autors hispanoamericans, va participar en política. Després de simpatitzar amb el comunisme durant la seva joventut, a partir de la dècada de 1980 es va adscriure al neoliberalisme. Va ser candidat a la presidència del Perú a les eleccions de 1990 per la coalició política de centredreta Front Democràtic, i va perdre l'elecció en segona volta enfront del candidat de Cambio 90, Alberto Fujimori.
El 2011 va ser nomenat primer marquès de Vargas Llosa pel rei Joan Carles I d'Espanya.
El 2021 va ser elegit membre de l'Acadèmia Francesa per ocupar el seient número 18 d'aquesta institució, de la qual va ser el primer membre que no havia escrit cap obra en llengua francesa, tot i que la parlava amb fluïdesa. Va afavorir tal elecció el fet que Vargas Llosa fos el primer escriptor de llengua no francesa al qual la prestigiosa col·lecció La Plèiade d'Éditions Gallimard li havia publicat la seva obra en vida. Va ser el segon llatinoamericà que arribava a l'acadèmia després de l'argentí Héctor Bianciotti. La seva elecció no va estar exempta de polèmica, després de la publicació d'un manifest rebutjant aquest ingrés i qualificant-lo d'«error» per part dels crítics que consideraven Vargas Llosa com un ultra d'extrema dreta que embrutava la institució.
Va morir a Lima el 13 d'abril de 2025, als 89 anys.

## Biografia
Nascut a la ciutat peruana d'Arequipa el 28 de març del 1936. Fill d'Ernesto Vargas Maldonado i de Dora Llosa Ureta, els quals es van separar abans que ell nasqués. Provinent d'una família de classe mitjana, de ben petit va viatjar, amb la seva mare, a la ciutat boliviana de Cochabamba, on va viure tota la seva infància i va cursar els seus primers estudis al col·legi La Salle de la ciutat. Durant el govern de José Luis Bustamante, el seu avi va obtenir un càrrec polític a la ciutat de Piura, per la qual cosa va retornar al Perú amb tota la seva família, i s'instal·là en aquella ciutat. El 1946, va conèixer el seu pare, que residia a la ciutat de Lima.
A Piura, va cursar els estudis primaris al col·legi salesià. Traslladat a Lima, va estudiar al col·legi La Salle i, durant dos anys, al col·legi Militar Leoncio Prado, on va tenir com a professor de francès el poeta surrealista César Moro. L'estiu anterior al seu últim any al col·legi, Vargas Llosa es va iniciar en l'ofici de periodista. Abandonà el col·legi militar per a continuar els estudis a la ciutat de Piura, on va treballar en la publicació del periòdic local La Industria i on, a més, es va dur a terme la representació teatral de la seva primera obra dramàtica, La huida del Inca.
Durant el govern del general Manuel Odría, va ingressar a la Universitat Nacional Major de San Marcos, on va estudiar alguns cursos de dret i va acabar la carrera de lletres, a la vegada que la seva vocació d'escriptor s'anava consolidant ensems la seva carrera com periodista anava cedint pas a les seves noves obligacions.

### Trasllat a Europa
El 1958, va obtenir la beca d'estudis Javier Prado que li va permetre viatjar a Madrid l'any següent. Va cursar estudis de doctorat a la Universitat Complutense de Madrid, i va obtenir el doctorat en filosofia i lletres. El 1959, va publicar un conjunt de contes sota el títol de Los jefes, que va obtenir el Premi Leopoldo Arias, i s'instal·là immediatament a París.
Va suscitar l'atenció com a escriptor per primera vegada amb la seva novel·la La ciudad y los perros (1962), basada en les seves pròpies vivències adolescents com a cadet al col·legi Militar Leoncio Prado. La seva obra sovint critica la jerarquia de castes socials i ètniques vigent encara avui al Perú i a l'Amèrica Llatina. Molts dels seus escrits són de naturalesa autobiogràfica, com La casa verde (1966) i La tía Julia y el escribidor (1977). La seva ambiciosa novel·la històrica La guerra del fin del mundo (1981) té lloc a les profunditats del sertao brasiler del segle xix, i es basa en fets autèntics de la història del Brasil.
El 1965, retornà al seu país per a contreure matrimoni amb Patricia Llosa, cosina seva, amb la qual va tenir tres fills. Va retornar a Europa, i va residir a París, Londres i Barcelona (de 1970 a 1972 a la Via Augusta i el 1972 i 1974 al carrer d'Osi, 50 3r 2a, a Sarrià). El 1974, va retornar de nou al Perú i va fer incursions en el periodisme televisiu com a conductor del programa polític La Torre de Babel.

### Incursió política
A la dècada de 1980, Vargas Llosa es va tornar políticament actiu i va causar sorpresa per les seves posicions neoliberals de dreta, ja que la intel·lectualitat de l'època es caracteritzava pel seu tarannà esquerrà.
El 1983, va ser nomenat pel llavors president del Perú, Fernando Belaúnde Terry, president de la comissió investigadora del cas Uchuraccay, la missió de la qual era aclarir l'assassinat de vuit periodistes per part d'uns comuners.
El 1987, davant dels intents del govern aprista d'Alan García de nacionalitzar la banca peruana, Vargas Llosa es va perfilar com a líder polític, encapçalant la protesta contra aquesta acció. Va iniciar la seva carrera política i es va presentar com a candidat a la presidència del Perú el 1990. Durant gran part de la campanya electoral, va ser el candidat favorit; no obstant això, el sobtat creixement de la popularitat d'Alberto Fujimori, que fins a 15 dies abans de l'elecció apareixia amb menys del 10% de les preferències, va forçar una segona volta electoral en la qual Vargas Llosa va ser derrotat. Després de les eleccions, es va instal·lar a la ciutat de Madrid. El govern del PSOE li va concedir la ciutadania espanyola el 1993, sense que hagués de renunciar a la peruana, per la qual cosa mantingué totes dues. Va ser membre de la Reial Acadèmia Espanyola.

#### Activisme espanyolista
Mario Vargas Llosa va ser un dels primers firmants del Manifest per la llengua comuna de juny del 2008. El juliol del 2014 va ser un dels signants del manifest que reclamava que el Govern d'Espanya no negociés res amb l'independentisme català.

#### Els papers de Pandora
Durant l'octubre del 2021, el nom de Vargas Llosa va aparèixer a la investigació duta a terme pel Consorci Internacional de Periodistes d'Investigació anomenada Papers de Pandora. Hi figurava com a titular d'una societat offshore anomenada Melek Investments que fou registrada el 2015 i era valorada en 1,1 milions de dòlars. La companyia es va utilitzar per a gestionar els diners provinents dels drets d'autor dels seus llibres i alhora de la venda de diverses propietats que l'escriptor tenia a la capital espanyola i a Londres.

### Retorn a l'escriptura
Vargas Llosa va tornar a ocupar-se de la literatura amb el seu llibre autobiogràfic El pez en el agua (1993), Los cuadernos de don Rigoberto (1996), i El paraíso en la otra esquina (2002).
Al llarg de la seva carrera literària, Vargas Llosa va rebre innumerables premis i distincions, en què cal destacar els dos màxims guardons que es concedeixen en l'àmbit de les lletres hispàniques: el Premi Rómulo Gallegos el 1967 i el Premi Cervantes el 1994. Cal destacar també el Premi Nacional de Novel·la del Perú el 1967, el Premi Príncep d'Astúries de les Lletres el 1986, juntament amb Rafael Lapesa Melgar, «pels seus extraordinaris dots de fabulació literària, la riquesa i varietat de la seva obra, animada d'un esperit de llibertat creadora, i el seu domini de l'idioma», i el Premi Planeta del 1993 per la seva novel·la Lituma en los Andes. Va guanyar en dues ocasions el Premi de la Crítica de narrativa en castellà amb La ciudad y los perros (1963) i La casa verde (1966). L'any 2010, l'Acadèmia Sueca li va concedir el Premi Nobel de Literatura.

## Crítiques
El 2021 i com a contrapartida al seu ingrés a l'Acadèmia Francesa, quatre intel·lectuals francesos van publicar un manifest rebutjant aquest ingrés i qualificant-lo d'«error». Aquests crítics consideraven Vargas Llosa com un ultra d'extrema dreta que embrutava la institució, entre altres motius, pel suport que l'escriptor va donar al candidat ultradretà a la presidència de Xile José Antonio Kast. Van apuntar també a la seva defensa de polítics amb posicions extremistes, així com a la seva implicació personal als Papers de Pandora per evadir impostos.
Vargas Llosa també va ser àmpliament conegut pel seu furibund anticatalanisme.

## Obra publicada

### Ficció
- Los jefes (1959)
- La ciudad y los perros (1963)
- La casa verde (1966), Premi Rómulo Gallegos
- Los cachorros (1967)
- Conversación en La Catedral (1969)
- Pantaleón y las visitadoras (1973)
- La tía Julia y el escribidor (1977)
- La guerra del fin del mundo (1981)
- Historia de Mayta (1984)
- ¿Quién mató a Palomino Molero? (1986)
- El hablador (1987)
- Elogio de la madrastra (1988)
- Lituma en los Andes (1993), Premi Planeta
- Los cuadernos de don Rigoberto (1997)
- La fiesta del chivo (2000) - novel·la sobre la dictadura del general de la República Dominicana, Rafael Leónidas Trujillo.
- El paraíso en la otra esquina (2003) - novel·la històrica sobre Paul Gauguin i Flora Tristán.
- Travesuras de la niña mala (2006)
- El sueño del celta (2010)
- El héroe discreto (2013)
- Cinco esquinas (2016)

### Assaig i investigació
- García Márquez: historia de un deicidio (1971)
- Historia secreta de una novela (1971)
- La orgía perpetua: Flaubert y «Madame Bovary» (1975)
- Contra viento y marea. Volúmen I (1962-1982) (1983)
- Contra viento y marea. Volumen II (1972-1983) (1986)
- La verdad de las mentiras: Ensayos sobre la novela moderna (1990)
- Contra viento y marea. Volumen III (1964-1988) (1990)
- Carta de batalla por Tirant lo Blanc (1991)
- Desafíos a la libertad (1994)
- La utopía arcaica. José María Arguedas y las ficciones del indigenismo (1996)
- Cartas a un novelista (1997)
- El lenguaje de la pasión (2001)
- La tentación de lo imposible (2004)
- La civilización del espectáculo (2012)

### Teatre
- La señorita de Tacna (1981)
- Kathie y el hipopótamo (1983)
- La Chunga (1986)
- El loco de los balcones (1993)
- Ojos bonitos, cuadros feos (1996)

### Autobiografia
- El pez en el agua (1993)